# متلازمة كورساكوف

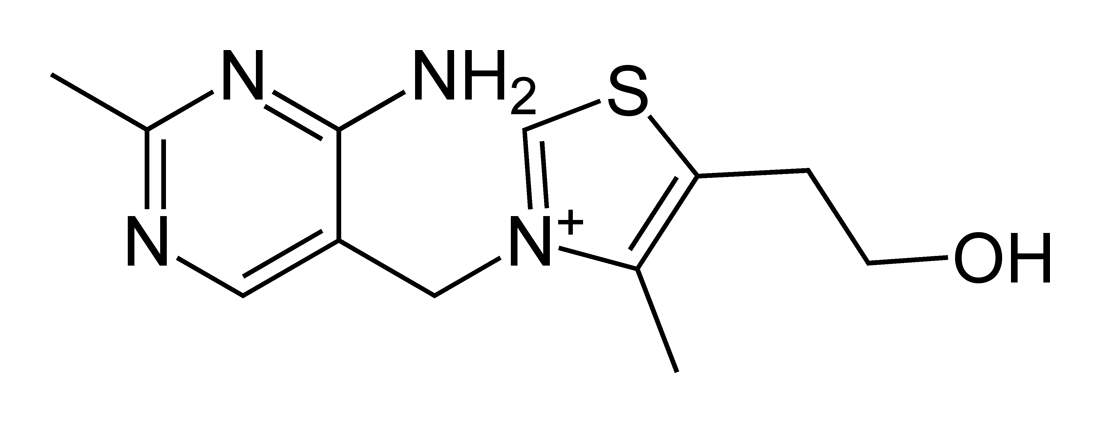
الثيامين

متلازمة كورساكوف هي خلل دماغي نتيجة نقص في مادة الثيامين (فيتامين بي1)  في الدماغ. وقد نسبت هذه الحالة إلى طبيب الأعصاب الروسي الذي اكتشفها، سرغي كورساكوف.

## الأعراض
هناك ستة أعراض رئيسية لمرض كورساكوف وهي:
1. فقدان للذاكرة سواءً للذكريات التي تمت قبل الإصابة بالمرض أو الأحداث التي ستحدث بعد الإصابة.
2. الإصابة بالحيرة حيث يبدأ المريض باختراع ذكريات لم تحدث في الحقيقة.
3. الكلام في المحادثات يصبح غير ذي معنى.
4. نقص بعد النظر في المستقبل.
5. السلبية، حيث يفقد المريض بسرعة اهتمامه بالأشياء.

وكما ذكرنا سابقاً، فإن هذه الأعراض تظهر نتيجة نقص في مادة الثيامين (فيتامين بي 1)، والذي يؤدي بذلك إلى خلل في المهاد، وفي بعض الخلايا في تحت المهاد 
بالإضافة إلى ذلك، فإنه يؤدي إلى خسارة عصبية، بحيث يؤدي إلى تدمير الخلايا العصبية في الجهاز العصبي المركزي، ونزف في أجزاء من تحت المهاد، حتى أنه قد يؤدي إلى خلل في نواة تحت المهاد.

## علامات
- نقص التنظيم العضلي
- السلبية
- فقدان للذاكرة
- الحيرة
- انتفاخات
- شلل في عضلات التحكم بالعين
- عدم إدراك المريض بإصابته بالمرض
- غيبوبة

## العلاج
كان يعتقد سابقاً بأن أي شخص مصاب بالمرض سيحتاج في النهاية إلى عناية دائمة. ولكن مع العلاج المناسب فإن هناك فرصة واضحة بأن المريض قد يبقى مستقلاً في ذاته ويحافظ على نوعية حياة جيدة. العلاج يتضمن استبدال أو إكمال مادة الثيامين في الدم عن طريق الوريد أو عن طريق حقنة في العضلة، هذا ومع التغذية والسوائل المناسبة. ولكن، بالنسبة لفقدان الذاكرة والخلل في الدماغ، فلا يمكن علاجه عادة عن طريق التزويد بالثيامين. هناك بعض الحالات التي بدأ ظهور التحسن عليها، ومع العلاج المناسب خلال سنتين، بالرغم من أن التقدم في العلاج يكون بطيئاً، إذا لم يكن العلاج صحيحاً.

## الأسباب
هذه الأعراض التي ذكرت سابقاً تظهر عادة بسبب نقص الفيتامينات بسبب الشرب المزمن للكحول. عادة ما تكون الكحول مؤشراً على التغذية السيئة، الذي بالإضافة إلى الإتهاب في أنسجة المعدة، يؤدي إلى نقص الثيامين. بالإضافة إلى ذلك، فإن هناك أيضاً سوء التغذية، التقيؤ المتعمد المتكرر، الأكل المتقطع، أحد نتائج العلاج الكيميائي، بالإضافة إلى التسمم بالزئبق.
بسبب النقص في الثيامين، فإن تحت المهاد يبدأ بالإضمحلال، تاركاً خلل في البيانات التي تكون على مدى مدة قصيرة إلى أن يصبح التأثير على الذكريات طويلة المدى.

## الوقاية
أفضل طريقة للوقاية من مرض كورساكوف هي بالابتعاد عن نقص مادة الثيامين، وهذا يرى من خلال الابتعاد عن شرب الكحول المزمن، خاصة عند البلاد الغربية، كان هناك اقتراح في الولايات المتحدة عن إضافة مادة الثيامين إلى الكحول، إلا أن هذه الطريقة لم تنفع، وبقي المرض بالظهور، وفي هذه الحالة، ترى بأن أفضل طريقة هي الابتعاد عن الشرب.

## الأبحاث
هناك حالة مدروسة مشهورة التي كتبها الكاتب أوليفر ساكس، في قصة «البحار المفقود»، في كتابه «الرجل الذي أخطأ بين زوجته والقبعة»، وايضا استخدمها الكاتب محمد إبراهيم محروس في روايته «مرايا الشيطان» حيث كان البطل مصاب بهذه المتلازمة.

## وصلات خارجية
what is korsakoff's syndrome
korsakoff's syndrome